# 今井嘉幸

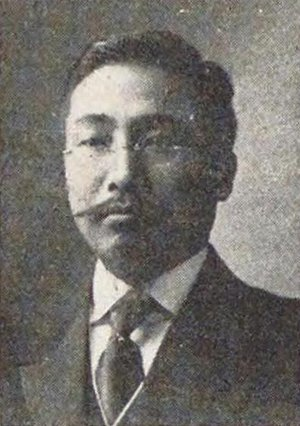
今井嘉幸

今井 嘉幸（いまい よしゆき、1878年（明治11年）5月25日 - 1951年（昭和26年）6月30日）は、衆議院議員、弁護士。法学博士。

## 経歴
愛媛県周桑郡小松町南川（現在の西条市）生まれ。今井角次の二男。1897年に愛媛県立松山中学校を、1900年に第一高等学校を卒業し、1904年7月に東京帝国大学法科大学独法科を卒業した。さらに同大学院で国際法を専攻。修了後、東京地方裁判所判事に任命された。1908年、清の招聘で判事在職のまま天津の北洋法政学堂で司法制度を教授した。
1914年、帰国して判事を退官し、大阪で弁護士の業務に就く。同年12月24日に法学博士の学位を授与された。
1916年、中華民国での護国戦争に際し、雲南軍政府の招きで軍務院の顧問に就任した。
1917年の第13回衆議院議員総選挙に出馬し、当選を果たした。普選運動に加わり、「普選博士」と呼ばれたという。1918年には吉野作造らと黎明会の結成にも関わった。その後は社会大衆党の顧問を務めた。
1942年の第21回衆議院議員総選挙で再び議員に返り咲いた。
戦後、大政翼賛会の推薦議員のため公職追放となった。

## 人物
趣味は俳句、柔道、水泳、南画。住所は神戸中山手通。

## 家族
今井家
- 妻・竹子（1900年 - ?、兵庫、佐伯武市の養子）[4]
- 娘[4]

## 著書
- 『法典叢書』第1巻・第2巻（東京国民書院、1912年）- 高橋其三・笠井健太郎と共著
- 『支那に於ける列強の競争』（冨山房、1914年）
- 『支那国際法論』（丸善、1915年）
- 『民法学通論』（有斐閣書房、1916年）
- 『普選を中心として - 政治、労働、社会問題の一般的批判』（内外出版、1921年）